# Delirium Tremens
Delirium Tremens ist eine bayerischeThrash-Metal-Band aus Bamberg, die im Jahr 1996 gegründet wurde.

## Geschichte
Die Band wurde im Jahr 1996 gegründet, ehe im Jahr 1999 das Debütalbum Violent Mosh Ground folgte. Zu diesem Zeitpunkt bestand die Band aus dem Sänger Christian Lindner, dem Gitarristen Christian Brehm, dem Bassisten Ralf Enskat und dem Schlagzeuger Jochen Steger. Für ein Konzert im Jahr 2001 spielte Thomas Werner von Hellish Crossfire das Schlagzeug in der Band. Anfang 2002 kam Patrick Weinstein als Gitarrist zur Band. Im Oktober 2004 erschien das nächste Album Thrashing Warthogs, das im Rosenquarz Tonstudio in Lübeck aufgenommen wurde. Hierbei bestand die Band aus dem Sänger Christian Lindner, den Gitarristen Weinstein und Brehm, dem Bassisten Enskat und dem Schlagzeuger Steger. Im Jahr 2005 spielte die Band auf dem Up from the Ground, nachdem Necronomicon ihren Auftritt abgesagt hatten. Im April 2014 folgte über Iron Shield Records das Album Read My Fist.

## Stil
Vom Stil her wird die Band von Götz Kühnemund vom Rock Hard mit Destruction verglichen. Zudem seien die Lieder meist sehr schnell und brutal, was an Bands wie Witchburner und Desaster erinnere, während auch der Gesang wie der von Marcel „Schmier“ Schirmer von Destruction klinge. Martin Wickler vom Metal Hammer bezeichnete die Musik auf Violent Mosh Ground als Oldschool-Thrash-Metal, der sehr Klischee-haft und nicht ganz ernst gemeint sei. Auch Mike Seidinger von stormbringer.at ordnete das Album Read My Fist dem Thrash Metal der 1980er Jahre zu, wobei der Spaß in den Liedern im Vordergrund stünde, was ihn an Tankard erinnere, die auf ein ähnliches Konzept setzen würden. Außerdem seien Einflüsse aus Punk und Rock ’n’ Roll hörbar, während das Schlagzeug meist sehr schnell gespielt werde. Die Gitarrenriffs würden an die alten Werke von Metallica und Exodus erinnern. Die Lieder seien zudem „so voller Power und Speed, dass selbst KREATOR oder MORGOTH daneben aussehen wie der Oberstockstaller Kegelclub“.

## Rezeption
Thomas Sonder von der Zeitschrift Metal Heart bezeichnete die Musik von Delirium Tremens als ordentlichen, sauber gespielten Metal. Götz Kühnemund vom Rock Hard beurteilte das erste Album Thrashing Warthogs ebenfalls positiv, kritisierte jedoch die Texte als dämlich und pubertär.

## Diskografie
- 1999: Violent Mosh Ground (Album, Eigenveröffentlichung)
- 2001: Rot in Hell (Demo, Eigenveröffentlichung)
- 2004: Thrashing Warthogs (Album, Merciless Records)
- 2006: Drink, Kill, Fuck, Die - The Rock'n'Roll EP (EP, Eigenveröffentlichung)
- 2014: Read My Fist (Album, Iron Shield Records)